# Šer
Šer (gromuljaš, andrahne; lat. Andrachne), biljni rod iz porodice filantusovki sa dvadesetak vrsta grmova rasprostranjenih od Sredozemlja i Makaronezije do Himalaje i dijelovima Amerike (Meksiko, Peru)
Jedna vrsta raste i u Hrvatskoj, to je sredozemni šer ili divlji gromuljaš (Andrachne telephioides)

## Vrste
1. Andrachne afghanica Pojark.
2. Andrachne aspera Spreng.
3. Andrachne brittonii Urb.
4. Andrachne buschiana Pojark.
5. Andrachne ephemera M.G.Gilbert
6. Andrachne fedtschenkoi Kossinsky
7. Andrachne filiformis Pojark.
8. Andrachne fragilis M.G.Gilbert & Thulin
9. Andrachne fruticulosa Boiss.
10. Andrachne maroccana Ball
11. Andrachne merxmuelleri Rech.f.
12. Andrachne microphylla (Lam.) Baill.
13. Andrachne minutifolia Pojark.
14. Andrachne pulvinata Pojark.
15. Andrachne pusilla Pojark.
16. Andrachne pygmaea Kossinsky
17. Andrachne ramosa Pojark.
18. Andrachne reflexa Stapf
19. Andrachne schweinfurthii (Balf.f.) Radcl.-Sm.
20. Andrachne stenophylla Kossinsky
21. Andrachne telephioides L.

- Andrachne rotundifolia C.A.Mey., možda sinonim za  Andrachne telephioides